# Thomas Hill
Thomas Hill, född den 17 november 1949 i New Orleans, Louisiana, är en amerikansk friidrottare inom häcklöpning.
Han tog OS-brons på 110 meter häck vid friidrottstävlingarna 1972 i München.